# Пођо а Кајано
Пођо а Кајано (итал. Poggio A Caiano) је насеље у Италији у округу Прато, региону Тоскана.
Према процени из 2011. у насељу је живело 7863 становника. Насеље се налази на надморској висини од 42 м.

## Географија
| Клима (Пођо а Кајано)       | Клима (Пођо а Кајано) | Клима (Пођо а Кајано) | Клима (Пођо а Кајано) | Клима (Пођо а Кајано) | Клима (Пођо а Кајано) | Клима (Пођо а Кајано) | Клима (Пођо а Кајано) | Клима (Пођо а Кајано) | Клима (Пођо а Кајано) | Клима (Пођо а Кајано) | Клима (Пођо а Кајано) | Клима (Пођо а Кајано) | Клима (Пођо а Кајано) |
| Показатељ \ Месец           | .Јан.                 | .Феб.                 | .Мар.                 | .Апр.                 | .Мај.                 | .Јун.                 | .Јул.                 | .Авг.                 | .Сеп.                 | .Окт.                 | .Нов.                 | .Дец.                 | .Год.                 |
| --------------------------- | --------------------- | --------------------- | --------------------- | --------------------- | --------------------- | --------------------- | --------------------- | --------------------- | --------------------- | --------------------- | --------------------- | --------------------- | --------------------- |
| Апсолутни максимум, °C (°F) | 19,0 (66,2)           | 23,0 (73,4)           | 26,1 (79)             | 29,2 (84,6)           | 33,8 (92,8)           | 40,0 (104)            | 42,6 (108,7)          | 40,0 (104)            | 36,0 (96,8)           | 30,8 (87,4)           | 25,2 (77,4)           | 20,4 (68,7)           | 42,6 (108,7)          |
| Средњи максимум, °C (°F)    | 10,1 (50,2)           | 12,0 (53,6)           | 15,0 (59)             | 18,8 (65,8)           | 23,4 (74,1)           | 27,3 (81,1)           | 31,1 (88)             | 30,6 (87,1)           | 26,6 (79,9)           | 21,1 (70)             | 14,9 (58,8)           | 10,4 (50,7)           | 31,1 (88)             |
| Средњи минимум, °C (°F)     | 1,4 (34,5)            | 2,8 (37)              | 4,9 (40,8)            | 7,7 (45,9)            | 11,3 (52,3)           | 14,7 (58,5)           | 17,2 (63)             | 17,0 (62,6)           | 14,2 (57,6)           | 10,0 (50)             | 5,5 (41,9)            | 2,4 (36,3)            | 1,4 (34,5)            |
| Апсолутни минимум, °C (°F)  | −23,2 (−9,8)          | −8,4 (16,9)           | −8,0 (17,6)           | −3,0 (26,6)           | 0,8 (33,4)            | 5,6 (42,1)            | 7,8 (46)              | 9,2 (48,6)            | 3,6 (38,5)            | −2,6 (27,3)           | −6,0 (21,2)           | −8,6 (16,5)           | −23,2 (−9,8)          |
| Количина падавина, mm (in)  | 73,1 (28,78)          | 69,2 (27,24)          | 80,1 (31,54)          | 77,5 (30,51)          | 72,6 (28,58)          | 54,7 (21,54)          | 39,6 (15,59)          | 76,1 (29,96)          | 77,5 (30,51)          | 87,8 (34,57)          | 111,2 (43,78)         | 91,3 (35,94)          | 910,7 (358,54)        |
| [ тражи се извор ]          |                       |                       |                       |                       |                       |                       |                       |                       |                       |                       |                       |                       |                       |

## Становништво
| 1931. | 1936. | 1951. | 1961. | 1971. | 1981. | 1991. | 2001. | 2011. |
| ----- | ----- | ----- | ----- | ----- | ----- | ----- | ----- | ----- |
| 2.961 | 3.067 | 3.349 | 3.598 | 4.539 | 6.286 | 7.941 | 8.622 | 9.626 |